# Stazione di Nimega
La stazione di Nimega è la principale stazione ferroviaria della città olandese di Nimega.

## Storia
Una prima stazione, che non si trovava sul sito dell'attuale, fu inaugurata il 9 agosto 1865 con l'apertura della ferrovia per la cittadina prussiana di Kleve.
Il 15 giugno 1879 fu attivata la ferrovia proveniente da Arnhem. In questa occasione fu inaugurata anche l'attuale stazione ferroviaria. Nimega fu l'ultima città olandese ad essere allacciata alla rete ferroviaria nazionale. Nel 1881 e nel 1883 furono aperte le ferrovie per 's-Hertogenbosch e Venlo.
Nel 1894 il fabbricato viaggiatori fu ricostruito in stile neorinascimentale su progetto dell'architetto C.H. Peters.
Durante la seconda guerra mondiale l'edificio della stazione fu gravemente danneggiato durante il bombardamento del 22 febbraio 1944. Nonostante i danni l'edificio era ancora riparabile ma nel bombardamento tedesco del 3 ottobre 1944, la parte rimanente bruciò completamente. 
L'attuale edificio della stazione risale al 1954 ed è stato progettato da Sybold van Ravesteyn. È stato successivamente ricostruito più volte, l'ultima volta tra il 2002 e il 2004.